# ひとひら、ふたひら
『ひとひら、ふたひら』は、日本の女性歌手、池上ケイのシングル。2008年4月30日にEMIミュージック・ジャパンよりリリースされた。
池上ケイ名義でのシングル4作目にあたる。

## 収録曲
1. ひとひら、ふたひら　（作詞：Satomi、作曲：池上ケイ、編曲：大野宏明）
  - 東海テレビ制作フジテレビ系ドラマ『花衣夢衣』主題歌
2. とどかない涙（ピアノ&ヴォーカル）　（作詞・作曲：池上ケイ、編曲：阿部雅弘）